# NGC 1633
NGC 1633 est une galaxie spirale barrée (intermédiaire ?) située dans la constellation du Taureau. NGC 1633 a été découverte par l'astronome germano-britannique William Herschel en 1798.

## Caractéristiques
Sa vitesse par rapport au fond diffus cosmologique est de 4 930 ± 4 km/s, ce qui correspond à une distance de Hubble de 72,7 ± 5,1 Mpc (∼237 millions d'al).
À ce jour, trois mesures non basées sur le décalage vers le rouge (redshift) donnent une distance de 57,600 ± 2,778 Mpc (∼188 millions d'al), ce qui est à l'extérieur des valeurs de la distance de Hubble. Notons que c'est avec la valeur moyenne des mesures indépendantes, lorsqu'elles existent, que la base de données NASA/IPAC calcule le diamètre d'une galaxie et qu'en conséquence le diamètre de NGC 1633 pourrait être d'environ 25,4 kpc (∼82 800 al) si on utilisait la distance de Hubble pour le calculer.
La classe de luminosité de NGC 1633 est I-II et elle présente une large raie HI.

## Supernova
La supernova SN 2010kg a été découverte le 29 novembre 2010 dans NGC 1633 par I. Nayak, S. B. Cenko, W. Li, et A. V. Filippenko dans le cadre du programme LOSS (Lick Observatory Supernova Search) de l'observatoire Lick. Cette supernova était de type Ia.

## Groupe de NGC 1762
NGC 1633 fait partie du groupe de NGC 1762 qui comprend au moins 27 galaxies, dont les galaxies IC 392, NGC 1590, NGC 1642, NGC 1691, NGC 1713, NGC 1719 et NGC 1762.